# Haemophilus influenzae
Haemophilus influenzae (tudi Pfeifferjev bacil) je vrsta hemofilusov, gramnegativnih pleomorfnih (polimorfnih) bacilov, to pomeni, da se njihova oblika prilagaja okolju, lahko postanejo bacili, kokobacili ali tudi vibriji. Je fakultativno anaerobna oportunistična bakterija, ki jo je prvi opisal Richard Pfeiffer  leta 1892 med pandemijo gripe oziroma influence. Sprva so zmotno predvidevali, da povzroča gripo, in sicer vse do leta 1933, ko so odkrili virus gripe. Haemophilus influenzae, pri 80% populacije, naseljuje nosno-žrelni predel (nasopharynx) in je del normalne mikrobne flore. Haemophilus influenzae (tipa B) povzroča različne lokalizirane in invazivne okužbe,  zlasti vnetja dihal, paranazalnih sinusov, srednjega ušesa, veznic, možganskih ovojnic, seroznih mren in sklepov, lahko pa tudi sepso. H. influenzae raste le na krvnem agarju in čokoladnem agarju, na katerega je cepljen tudi Staphylococcus aureus, s tem dodamo rastni faktor V (koencim ali NAD+) in X (hematin), pri tem se tudi pojavi ti. satelitni efekt.
'Haemophilus influenzae je bil prvi organizem iz narave, ki so mu določili zaporedje celotnega genoma.
Ločimo neinkapsulirane in inkapsulirane seve. Poznanih je šest tipov inkapsuliranih sevov H. influenzae, ki jih označujemo s črkami a do f. Najbolj poznana sta tipa a in b:
- Haemophilus influenzae tipa a, ki zlasti v zadnjem času povzroča invazivne bolezni, in
- Haemophilus influenzae tipa b ki je bil pred uvedbo cepiva Hib najpogostejši povzročitelj gnojnega meningitisa pri otrocih.[1]

## Epidemiologija
Bakterija Haemophilus influenzae je zelo razširjena med splošnim prebivalstvom, po izračunih svetovne zdravstvene organizacije – WHO jo nosijo 4je od 5ih ljudi. Podatki za Slovenijo, iz Nacionalnega inštituta za javno zdravje, kažejo da se letno s patogenim sevom (tipa B) bakterije okuži približno 3.700 prebivalcev Slovenije. V naši regiji so najbolj ogroženi otroci od 5-14 let in odrasli nad 50im letom starosti, medtem ko na evropskem povprečju so daleč najbolj ogroženi dojenčki. Po podatkih, evropskega centra za preprečevanje in nadzor nad boleznimi, Haemophilus influenzae raje okuži moške, kot pa ženske.
Haemophilus i. se prenaša aerosolno ali pa s kontaktom. Bakterija se nahaja samo v človeku in se ne prenaša preko živali (ni zoonozna). Po navadi se nahaja na sluznicah nosu in grla in je oportunist. Okužbe z Haemophilusom tipa B so najpogostejše v zimskem in spomladanskem obdobju od novembra in do maja, poleti se pa okužbe znatno zmanjšajo. Okužbe se pogoste predvsem v zaprtih prostorih, kot so vrtci, šole in dom.

## Patologija
Sevi brez kapsule so večinoma neinvazivni, a so eni najpogostejših povzročiteljev okužb dihal pri človeku, predvsem akutnega poslabšanja kroničnega obstruktivnega bronhitisa, pljučnice, akutnega vnetja srednjega ušesa in sinuzitisa.
Med sevi s kapsulo (inkapsuliranimi sevi) je bil Haemophilus influenzae tipa b (Hib) pred uvedbo obveznega cepljenja otrok proti temu povzročitelju najpogostejši povzročitelj hemofilusnih invazivnih okužb pri otrocih. Pri necepljenih otrocih lahko povzroči vnetje možganskih ovojnic (meningitis), vnetje poklopca (epiglotitis), okužbo krvi (bakteriemijo), vnetje sklepov (septični artritis), kosti (osteomielitis), pljuč (pljučnico) in osrčnika (perikarditis). Inkapsulirani sevi Hi, ki niso tip b, so redko povzročitelji invazivnih okužb, čeprav so v zadnjem času pogostejše invazivne okužbe tudi s tipom a.